# Le ragazze (album Neri per Caso)
Le ragazze è l'album in studio di debutto del gruppo musicale italiano Neri per Caso, pubblicato nel 1995.
Il disco ha ottenuto consensi sia dalla critica musicale, sia dal pubblico: in una sola settimana Le ragazze ha infatti superato le 100 000 copie vendute, aggiudicandosi così il suo primo disco di platino, al quale se ne sarebbero poi aggiunti altri 5.
Per la promozione dell'album, il gruppo è stato impegnato in un tour, il primo della sua carriera, partito il 19 maggio 1995 da Venezia, che si è svolto nelle discoteche di diverse città sparse in tutta Italia.

## Il disco
L'album è costituito da 2 brani inediti e da 8 cover dei successi di alcuni importanti artisti italiani, come Pino Daniele, Jovanotti, Edoardo Bennato e Zucchero Fornaciari.
Tutti i brani inediti sono interamente scritti da Claudio Mattone, che è anche produttore dell'album stesso.
Tra le canzoni inedite sono incluse Le ragazze, vincitrice nella sezione "Nuove Proposte" al Festival di Sanremo 1995 ed estratta come primo singolo dell'album, ed il brano Sentimento pentimento, scelto come secondo singolo e presentato in gara al Festivalbar 1995.
Tutti i brani sono eseguiti interamente a cappella, ovvero senza l'ausilio di alcuno strumento musicale. A detta degli stessi componenti del gruppo, l'album contiene anche influenze provenienti dal reggae, dal jazz e dal raggamuffin.
Dopo un esordio al secondo posto della Classifica FIMI Album, l'album ha raggiunto la vetta, mantenuta per un totale di 3 settimane consecutive.

## Tracce
CD
1. Le ragazze – 3:27 (Claudio Mattone)
2. Viva la mamma – 2:51 (Edoardo Bennato)
3. Je sò pazzo – 2:36 (Pino Daniele)
4. Non m'annoio – 3:02 (Jovanotti)
5. Sentimento pentimento – 3:21 (Claudio Mattone)
6. Quando – 3:10 (Pino Daniele)
7. Donne – 2:40 (Zucchero Fornaciari, Alberto Salerno)
8. 'A malatia 'e l'America – 2:50 (Claudio Mattone)
9. Con le mani – 3:05 (Zucchero, Gino Paoli)
10. Via con me – 3:06 (Paolo Conte)

Durata totale: 30:08

## Classifiche
| Classifica (1995) | Posizione massima |
| ----------------- | ----------------- |
| Italia            | 1                 |
| Svizzera          | 30                |

## Formazione
- Ciro Caravano - voce, cori
- Gonzalo Caravano - voce, cori
- Diego Caravano - voce, cori
- Mimì Caravano - voce, cori
- Mario Crescenzo - voce, cori
- Massimo de Divitiis - voce, cori